# Morrão (Morro do Chapéu)
Morrão é a formação rochosa cujo formato dá nome à cidade brasileira de Morro do Chapéu, na Chapada Diamantina, interior da Bahia.
Com altitude em torno de 1 300 metros, é o ponto mais alto da região em que está situado e, por isso, constitui-se em atrativo turístico da cidade.

## Histórico e características

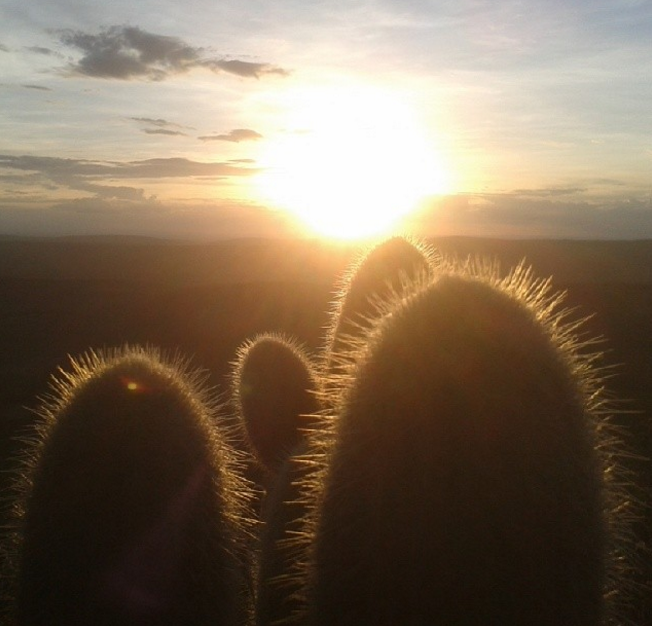
Cactácea no topo do Morrão

A formação, por seu formato peculiar, foi o que "serviu de referência para os primeiros colonizadores que chegaram na região e inspirou o nome do município", originalmente um povoado por nome Gameleira, em referência à fazenda que serviu de núcleo. Esses desbravadores passavam no lugar rumo às lavras de ouro em Jacobina vindos da margens do rio Paraguaçu, e tinham no marco um guia na paisagem destacada com sua altitude de 1 293 metros.
Tem uma temperatura branda e vento constante, razão pela qual no seu entorno existem várias torres de energia eólica. Por sua altura, quando a visibilidade permite ,é possível ver ao longe a silhueta do Morro do Pai Inácio, uma das atrações da região central da Chapada.
A parte do cimo possui uma "associação de litofácies Arenito Sigmoidal", presente também em outros lugares do município, ao passo que nas suas encostas existe o "litofácies Siltito / Arenito, depositada em planície de maré" podendo na sua subida constatar-se "acamamento lenticular e ondulado e estrutura de contração do tipo sinerese", evidenciando a "planície de maré".
Na cidade a Universidade Estadual de Feira de Santana, em parceria com a portuguesa Universidade do Minho, realizou as primeiras palestras em 2009 com a população e professores da rede municipal sobre a importância do patrimônio geológico local.

## Turismo
O Morrão é uma "formação geoturística" de Morro do Chapéu, ao lado de muitos geossítios ali existentes. Em 2022 a Prefeitura realizou um trabalho de limpeza da atração, reportando a falta de cuidado dos visitantes com o meio ambiente. Na ocasião também foram adicionadas placas educativas, visando um turismo consciente no lugar.
Como principal problema ao turismo na cidade tem-se a má qualidade para acesso a alguns dos geossítios, a falta de sinalização tanto nas vias quanto ao turista, pois faltam materiais informativos. O acesso ao Morrão, contudo, não apresenta grandes dificuldades: saindo da cidade pela estrada BA-144 e, a uns 900 metros, por estradas vicinais no rumo de torres de telefonia que podem ser visualizadas no trajeto e servem de guia; uma vez na base dessas torres o caminho é feito a pé, numa trilha em meio à mata, uma subida sem maiores obstáculos até o topo.